# هوراس داروين
هوراس داروين (بالإنجليزية: Horace Darwin)‏ هو مهندس ومهندس مدني وسياسي بريطاني، ولد في 13 مايو 1851 في المملكة المتحدة، وتوفي في 29 سبتمبر 1928 في نفس البلد.